# Hans Crüger
Hans Crüger (* 30. Mai 1859 in Königsberg; † 8. Januar 1927 in Berlin) war Jurist und Mitglied des Deutschen Reichstags.

## Leben
Hans Crüger war der Sohn eines Buchhalters. Er besuchte in seiner Heimatstadt das Gymnasium, studierte von 1878 bis 1881 Rechtswissenschaft an der Universität Königsberg und wurde 1883 promoviert. 1886 und 1887 war er Gerichtsassessor.

### Jurist der Genossenschaftsbewegung
1887 wurde Crüger Erster Sekretär des Allgemeinen Verbandes deutscher Erwerbs- und Wirtschaftsgenossenschaften und 1896 Anwalt dieses Verbandes. Fortan war er der maßgebliche Jurist der Genossenschaftsbewegung in Deutschland. Faktisch leitete er den Allgemeinen Verband. Crüger war Mitglied zahlreicher Vorstände von Genossenschaften und des Aufsichtsrates der Dresdner Bank.
Crüger war Redakteur der Blätter für Genossenschaftswesen. Zudem war Crüger der Herausgeber des Jahrbuchs des Allgemeinen Verbandes, der Reihe Handbibliothek für das deutsche Genossenschaftswesen und der Reihe Genossenschaftliche Zeit- und Streitfragen. Er schrieb Stellungnahmen zur Gesetzgebung im Deutschen Reich bezüglich der Genossenschaften und überarbeitete den Kommentar von Ludolf Parisius zum Genossenschaftsgesetz. Ebenso aktualisierte er nach dessen Tod die folgenden Auflagen des Handbuches von Hermann Schulze-Delitzsch über die Volksbanken. Er verfasste volkswirtschaftliche Aufsätze für zahlreiche Zeitschriften und Beiträge für das Handwörterbuch der Staatswissenschaften.

### Hochschullehrer
Crüger war Dozent an der Fürst Leopold-Akademie für Verwaltungswissenschaften in Detmold und lehrte ab 1906 als Dozent, ab 1909 als Professor an der Handelshochschule Berlin. Zudem hatte er seit 1911 einen Lehrauftrag am Seminar für Genossenschaftswesen der Universität Halle an der Saale.

### Abgeordneter
Hans Crüger war von 1898 bis 1918 Stadtverordneter in Charlottenburg.
Von 1899 bis 1903 und dann wieder von 1906 bis 1918 war Crüger Mitglied des Preußischen Abgeordnetenhauses.
Vom 11. Dezember 1901 bis 1903 war Crüger Abgeordneter der Freisinnigen Volkspartei im Deutschen Reichstag für den Wahlkreis Wiesbaden 2 (Wiesbaden-Stadt).
Nach dem Ersten Weltkrieg war Crüger von 1919 bis 1921 für die Deutsche Demokratische Partei Mitglied der Verfassunggebenden Preußischen Landesversammlung.
Crüger gehörte der Verbandsversammlung des Zweckverbandes Groß-Berlin an, der die Eingemeindungen 1920 plante und vorbereitete.
Crüger war Presbyter der Epiphanien-Gemeinde in Berlin-Charlottenburg.

## Schriften (Auswahl)
- Die Erwerbs- und Wirthschafts-Genossenschaften in den einzelnen Ländern. Fischer, Jena 1892.
- Ludolf Parisius: Das Reichsgesetz betreffend die Erwerbs- und Wirthschaftsgenossenschaften vom 1. Mai 1889. Kommentar zum praktischen Gebrauch für Juristen und Genossenschaften.  2., von Hans Crüger wesentlich vermehrte und umgearbeitete Aufl. Guttentag, Berlin 1895; 3. ebenfalls von Hans Crüger vermehrte und umgearbeitete Aufl. 1899.
- Getreide-Absatz-Genossenschaften. Leonhard Simion, Berlin 1896.
- mit Hugo Jäger: Rohstoffgenossenschaften der Handwerker und Anleitung zur Buchführung einer Rohstoffgenossenschaft (= Genossenschaftliche Zeit- und Streitfragen, Bd. 2). Berlin 1896.
- Hermann Schulze-Delitzsch: Vorschuß- und Kredit-Vereine als Volksbanken. Praktische Anweisung zu deren Einrichtung und Gründung (= Handbibliothek für das deutsche Genossenschaftswesen, Bd. 1). 6. Aufl., neu bearbeitet von Hans Crüger. Guttentag, Berlin 1897; ebenfalls von Hans Crüger neubearbeitet: die 7. Aufl. 1904 und die 8. Aufl. 1915.
- Der heutige Stand des deutschen Genossenschaftswesens. Leonhard Simion, Berlin 1898.
- Vortrag über gewerbliches Genossenschaftswesen, Warenbazare und Großwarenhäuser, gehalten auf dem 41. Verbandtage Württembergischer Gewerbevereine in Calw im Oktober 1899. Nach der stenographischen Aufnahme als Sonderabdruck aus dem Protokoll des Verbandstags herausgegeben vom Verbandsvorstand. Carl Hammer, Stuttgart 1899.
- Anleitung zur Gründung von Handwerkergenossenschaften, nebst Statuten, Geschäftsanweisungen und Formularen für den Verkehr mit dem Registergericht (= Handbibliothek für das deutsche Genossenschaftswesen, Bd. 6). Guttentag, Berlin 1900.
- Die internationalen Genossenschafts-Kongresse in Paris im Jahre 1900. Guttentag, Berlin 1901.
- Einführung in das deutsche Genossenschaftswesen (= Handbibliothek für das deutsche Genossenschaftswesen, Bd. 9). Guttentag, Berlin 1907.
- Grundriss des deutschen Genossenschaftswesens. Gloeckner, Leipzig 1908; 2., durchgesehene und ergänzte Aufl. 1922 (Digitalisat der Universitäts- und Landesbibliothek Düsseldorf).
- Die Durchführung der Verbandsrevision im Allgemeinen Deutschen Genossenschaftsverband. Guttentag, Berlin 1915.
- mit August Skalweit: Die Nahrungsmittelwirtschaft großer Städte im Kriege (= Beiträge zur Kriegswirtschaft, Heft 7/8). Verlag der Beiträge / Reimar Hobbing Verlag, Berlin 1917.